# 로미나 포베르

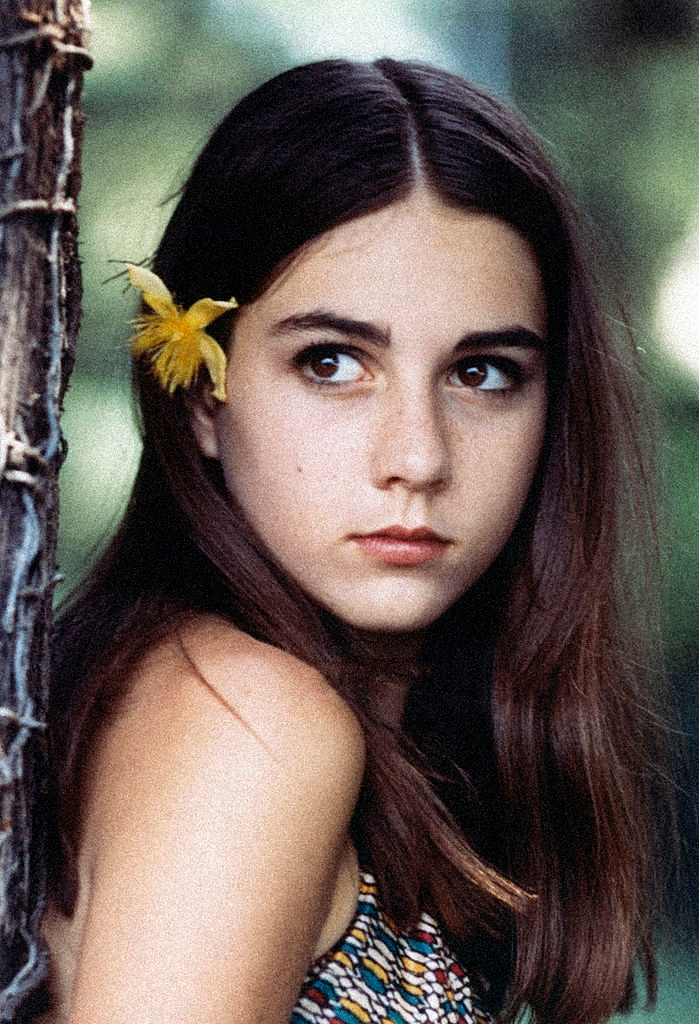
1969년 당시의 로미나 포베르

로미나 포베르(Romina Power, 본명은 로미나 프란체스카 포베르(Romina Francesca Power), 1951년 10월 2일 ~ )는 미국의 배우, 가수, 작사가이다. 음악 듀오 알 바노 앤드 로미나 포베르(Al Bano and Romina Power)의 구성원이다. 1976, 1985 유로비전 송 콘테스트에 알 바노와 함께 이탈리아 대표로 참가했다.

## 생애
미국 캘리포니아주 로스앤젤레스에서 배우 타이론 파워와 배우 린다 크리스티안 사이에서 출생한 그녀는 1958년 이탈리아로 건너가 이탈리아 시민권을 취득했다. 1965년 연극 배우로 데뷔했으며 이듬해인 1966년에 영화 《Come imparai ad amare le donne》의 조연으로 영화배우 데뷔하였다. 1969년에는 가수로서도 데뷔하였다.

## 음반 목록

### 솔로
- 12 canzoni e una poesia (1969)
- Ascolta, ti racconto di un amore (1974)
- Con un paio di Blue-Jeans (1974)
- Da lontano (2012)

## 영화
- 나이트메어 앨리